# SC Rio Grande
SC Rio Grande is een Braziliaanse voetbalclub uit Rio Grande. Het is de oudste nog bestaande voetbalclub van Brazilië.

## Geschiedenis
De club werd opgericht op 19 juli 1900 door de Duitse immigrant Christian Moritz Minnemann. In 1936 werd de club staatskampioen. In 2000 werd de club ter ere van het honderdjarig bestaan uitgenodigd om opnieuw in de hoogste klasse van het staatskampioenschap te spelen. De club eindigde in zijn groep vijfde op zeven clubs en moest na dit seizoen wel opnieuw in de tweede klasse gaan spelen.

## Erelijst
Campeonato Gaúcho
1936

## Bekend ex-spelers
- Neca
- Octacílio